# Hu (vasija)

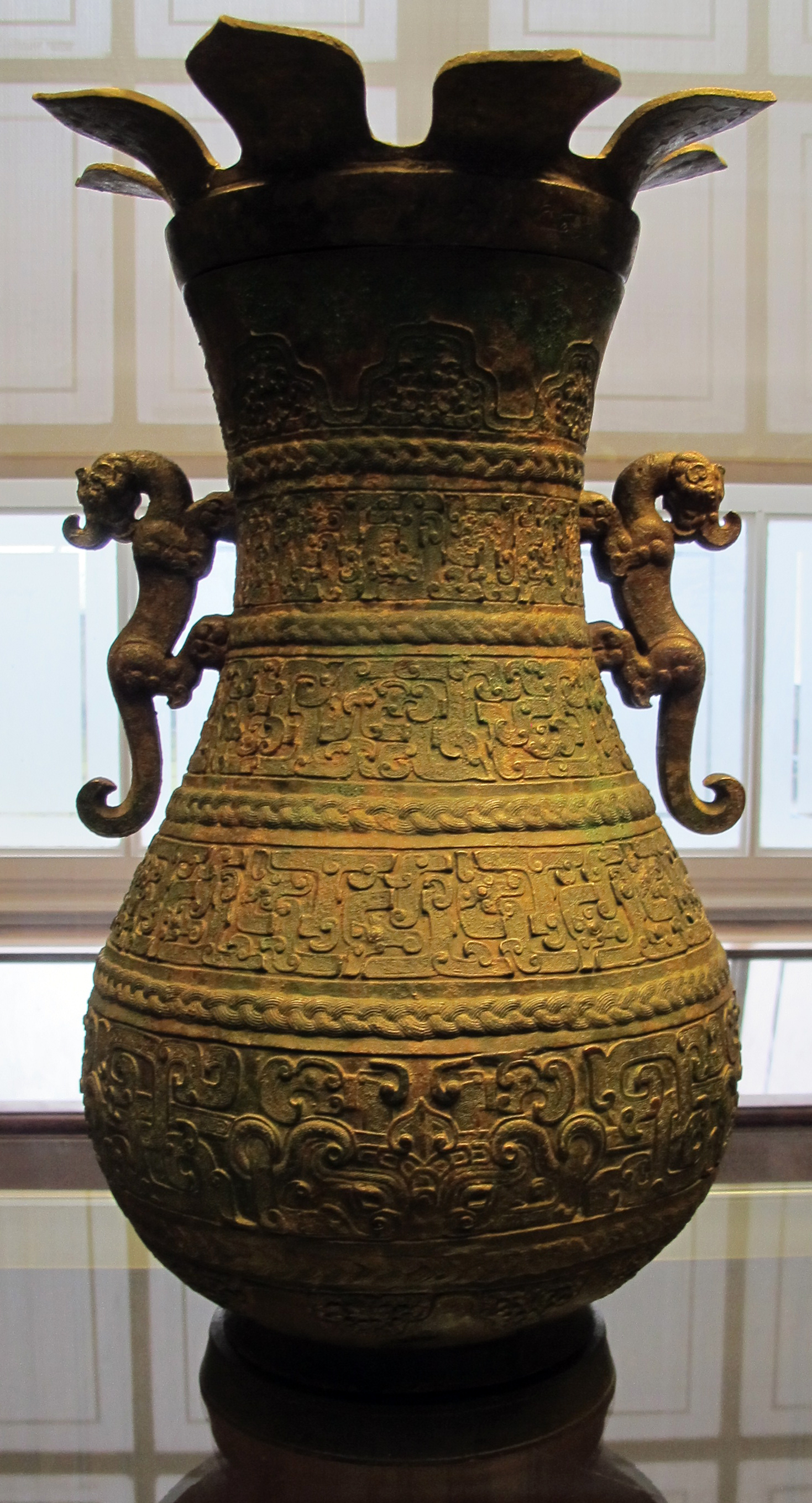
Hu en el Museo Británico

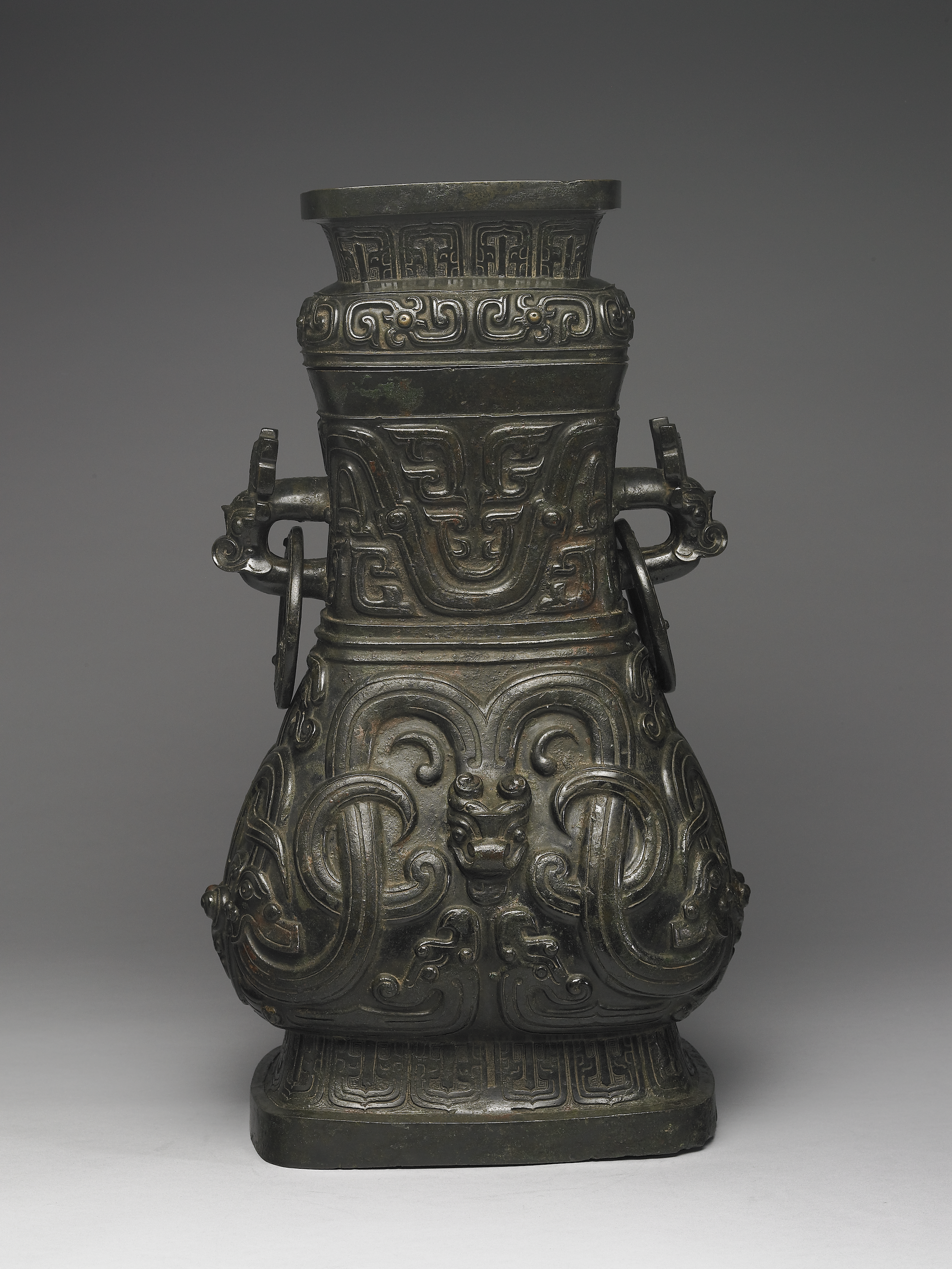
Vaso de vino Hu de Song, Período Zhou Occidental, finales del siglo IX a.C., Museo Nacional del Palacio, Taiwán.

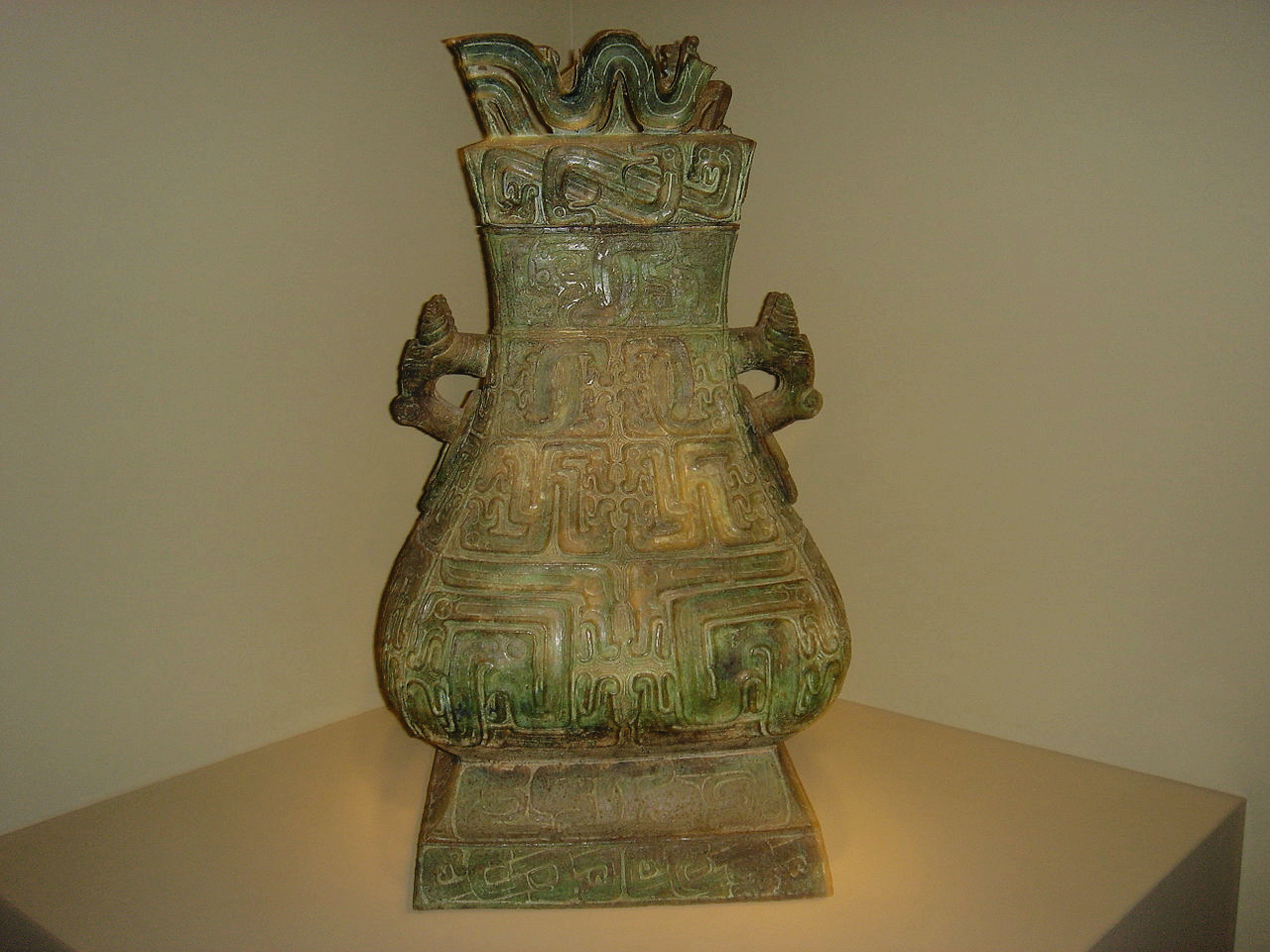
Vasija fang hu de la dinastía Zhou oriental, Galerías Freer y Sackler, Washington D. C.

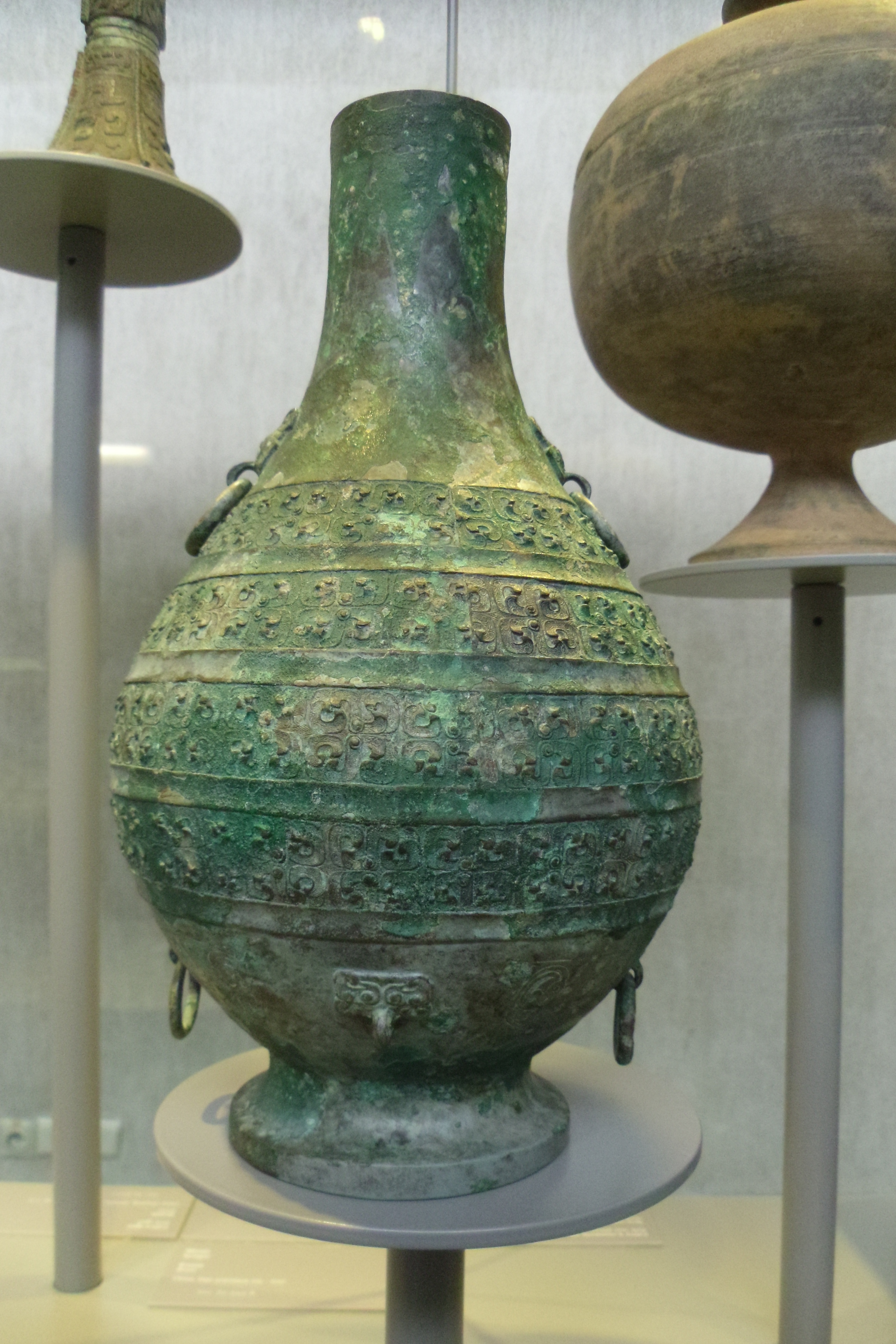
Vasija hu de la dinastía Zhou oriental, Musée royal de Mariemont (Bélgica).

Un hu es un tipo de vasija de vino que tiene una sección transversal en forma de pera. Su cuerpo se hincha y se ensancha en un cuello estrecho, creando un perfil en forma de S. Si bien es similar a la vasija you, hu suele tener un cuerpo más largo y el cuello. La forma de hu probablemente se deriva de su prototipo de cerámica anterior a la dinastía Shang (1600-1045 a. C.). Por lo general, tienen asas en la parte superior o anillos adheridos a cada lado del cuello. Muchos hu existentes carecen de tapas, mientras que los excavados en tumbas como la de Fu Hao indican que este tipo de vasijas podría estar originalmente hecho con tapas. Aunque es más frecuente ver hu con un cuerpo circular, también aparecen en formas cuadradas y rectangulares planas, llamadas fang hu y bian hu  Archivado el 23 de septiembre de 2015 en Wayback Machine. en chino. Además, el hu a menudo se encontraba en pares o en conjunto junto con otros tipos de vasijas. Como el vino había desempeñado un papel importante en el ritual Shang, la vasija hu podía colocarse en la tumba de un antepasado como parte del ritual para asegurar una buena relación con el espíritu del antepasado.

## Desarrollo histórico

### Período Shang (1600-1045 a.C.)
La vasija de bronce hu no se ha encontrado antes del período Shang. Durante este período, hay principalmente dos tipos de vasos hu. Uno tiene boca pequeña y cuello largo; el otro tiene boca ancha y sección transversal ovoide plana. La decoración en el hu en el período Shang fue dominada por motivos de taotie y patrones de relámpagos leiwen. La forma cuadrada de hu comenzó a aparecer al final de la dinastía Shang. Debido a que esta forma de hu es todavía poco común en este momento, su aparición en la tumba probablemente indica la riqueza y el estatus social del propietario.

### Período Zhou occidental (1045-771 a.C.)
Los hu en el periodo Zhou Occidental sufrieron varios cambios. Los vasos hu más grandes parecen volverse más comunes después de la primera mitad del periodo medio de Zhou Occidental. Posiblemente sea una respuesta a los cambios en el ritual. Sin embargo, los hu de la dinastía Zhou Occidental todavía servían principalmente como recipiente de vino para usos rituales. Además del cambio de tamaño, el diseño anterior de taotie fue reemplazado gradualmente por otros tipos de decoración animal y geométrica. Los hu encontrados durante este tiempo no suelen estar en tumbas, sino en tesoros dejados por la gente de Zhou, que enterró sus preciadas posesiones antes de la invasión de los pueblos nómadas. Por lo tanto, el contexto del entierro de las vasijas proporciona menos pistas sobre sus funciones y significados.

### Período Zhou oriental (770-256 a.C.)
La dinastía Zhou Oriental se subdividió en dos períodos: Período de Primaveras y Otoños (770-476 a. C.) y Período de los Reinos Combatientes (475-221 a. C.). El este de Zhou fue testigo del declive del gobierno central y el surgimiento de los estados feudales. Es una época de desunión política: los poderosos señores feudales apenas prestaron lealtad a los reyes de Zhou, cuyo dominio se redujo drásticamente durante este tiempo. Esta situación política se refleja en el desarrollo de las vasijas hu. Con el surgimiento del poder local, la fabricación de bronce regional floreció a gran escala y jugó un papel importante en la formación de nuevos estilos. A finales del Período de Primaveras y Otoños, la decoración de las vasijas en algunas regiones había reflejado la influencia del arte de estilo animal de los pueblos nómadas de Asia Central. Además, los bronces de lugares como Xinzheng en la provincia de Henan, Liyu en la provincia de Shanxi y Houma, provincia de Shanxi en el Período de Primaveras y Otoños muestran un estilo regional de hus, caracterizado por motivos de dragones entrelazados.
Otro aspecto de la vasija hu en este periodo es que, aunque todavía se usaba para sacrificios ancestrales, comenzó a adquirir un uso más secular y personal. Esto parece evidenciarse por la aparición de una decoración representativa, comenzando en el Período de los Reinos Combatientes. Los hu con tales ilustraciones pictóricas a menudo se hacía con incrustaciones de cobre. Además, la forma de la vasija se modificó ocasionalmente, adquiriendo un aspecto más cuadrado.

### Desarrollos posteriores
Los hu siguieron formando parte de la dinastía Han. Todavía estaban profusamente aplicados con incrustaciones de oro y decorados con entrelazados de patrones zoomorfos y geométricos. Sin embargo, después de Han, aparecen principalmente en forma de cerámica. Además, su función ya no estaba ligada a las ofrendas rituales, siendo un objeto útil para la vida cotidiana. Los hu nunca desaparecieron en la historia de China, de hecho su producción continúa hasta hoy.

## Función y uso
La mayoría de las vasijas de bronce chinas se dividen en dos categorías, recipientes de comida o vasijas de vino. Los hu se usaban para contener vino, pero no como vasos para beber. En el período Zhou, el hu era uno de los principales recipientes usados. Durante este período, los recipientes también se ofrecían generalmente en pares y aumentaron dramáticamente en tamaño con respecto a sus predecesores del periodo Shang. Dos hu recuperados de la tumba del marqués Yi de Zeng tenían cada uno 99 cm de alto y pesaban 240 kg cada uno.
Los hu eran una parte importante de los rituales religiosos y culturales, y muchos pertenecían a la categoría de bronces rituales chinos. Las inscripciones en algunas vasijas indican que ya en la dinastía Shang, el rey regalaba vasijas de bronce a los vasallos que las merecían. Para el año 900 a. C., otros funcionarios habían adaptado esta costumbre. Se entregaron bronces de todo tipo, incluido el hu, para una variedad de ocasiones como obsequios de bodas, artículos funerarios, fichas de viaje e incluso para conmemorar transacciones inmobiliarias.

## Decoración
El hu es un recipiente en forma de pera que se ha encontrado tanto en forma redonda como cuadrada. Se han descubierto ejemplos con una variedad de motivos decorativos. Durante la dinastía Shang, normalmente se ofrecía un hu, decorado con diseños de taotie relativamente simples. Los patrones de dragones, ganado y truenos también aparecen en vasijas hu durante la dinastía Shang. Durante la dinastía Zhou, el estilo de la vasija cambió, y el taotie fue reemplazado por "figuras en relieve pesadas y redondeadas sobre un terreno llano". Sin embargo, un ejemplo del período Zhou tardío muestra todo el recipiente cubierto con imágenes que se corresponden con la vida cotidiana. El cultivo de gusanos de seda, la caza, el tiro con arco y los motivos bélicos están representados. Los motivos de dragones entrelazados también fueron populares durante el período Zhou, igual que los diseños de ondas. A finales del Periodo de Primaveras y Otoños, la decoración de las vasijas en algunas regiones había cambiado para reflejar la influencia del arte de estilo animal de los nómadas de Asia Central. Los hu de este tipo solían utilizar diseños que eran versiones geométricas de los motivos anteriores de taotie y empleaba incrustaciones de cobre. Durante el Período de los Reinos Combatientes, la forma de la vasija se modificó ocasionalmente, adquiriendo una apariencia más cuadrada. Esta versión cuadrada de un hu se conoce como fāng hú. Otra variación fue el yu, que agregó un solo asa que se arquea sobre la tapa del recipiente.

## Simbolismo
Algunos de los símbolos en las vasijas hu son Taotie o cara de demonio, dragones, animales y pájaros realistas, y algunos de los símbolos abstractos como los significados de las cuerdas del arco eran desconocidos. El Taotie y los dragones estaban asociados con la tierra y la lluvia: los agricultores los adoraban por ser tierra fértil y recibir lluvia porque hace tres mil años, la lluvia era una preocupación para los agricultores y dependían de las deidades para traer la lluvia a su tierra. La iconografía en vasijas hu no era solo para los aspectos decorativos de las vasijas, sino que también era importante para las ceremonias rituales y su culto. Los símbolos en las vasijas hu también actuaron como protección contra los malos espíritus y para tener buena fortuna. Si los símbolos de los recipientes eran inexactos, se consideraba un pecado lamentable.